# Saija Sirviö
Saija Katariina Tarkki, nata Sirviö (Oulu, 29 dicembre 1982), è una hockeista su ghiaccio finlandese.

## Palmarès

### Olimpiadi
- Bronzo a Vancouver 2010.